# 邦蓋 (伊利諾伊州)
邦基（英語：Bungay）是位於美國伊利諾伊州懷特縣的一個非建制地區。該地的面積和人口皆未知。

## 地理
邦基的座標為38°10′45″N 88°24′31″W / 38.17917°N 88.40861°W，而該地的平均海拔高度為121米（即397英尺）。